# Ганејдо (Тексас)
Ганејдо (енгл. Ganado) град је у америчкој савезној држави Тексас. По попису становништва из 2010. у њему је живело 2.003 становника.

## Демографија
Према попису становништва из 2010. у граду је живело 2.003 становника, што је 88 (4,6%) становника више него 2000. године.
| Група             | 2000.         | 2010.       |
| Белци             | 1.054 (55,0%) | 997 (49,8%) |
| Афроамериканци    | 93 (4,9%)     | 52 (2,6%)   |
| Азијати           | 4 (0,2%)      | 13 (0,6%)   |
| Хиспаноамериканци | 748 (39,1%)   | 935 (46,7%) |
| Укупно            | 1.915         | 2.003       |